# Bahoz Erdal
Bahoz Erdal (* 3. August 1969 in Al-Malikiya, Syrien) ist der nom de guerre des ehemaligen Kommandeurs der Volksverteidigungskräfte, der „Guerilla“ der kurdischen Arbeiterpartei Kurdistans (PKK). Er bekleidete diesen Posten von 2004 bis April 2009. Mit bürgerlichem Namen heißt er Fahman Husain. In PKK-nahen, türkischsprachigen Medien lautet sein Name Fehman Hüseyin. Wegen seines Medizinstudiums wird er auch Dr. Bahoz Erdal genannt.

## Leben
Über das Leben von Bahoz Erdal ist wenig bekannt. Er stammt aus Syrien und ist das einzige prominente Führungsmitglied der PKK aus Syrien. Er studierte Humanmedizin in Damaskus. Im Jahre 1987 brach er sein Studium ab und schloss sich der PKK an. Dort stieg er 2004 zum Guerillaführer auf. Im Jahre 2009 wurde Bahoz Erdal abgelöst. Neben Kurdisch und Arabisch spricht er fließend Türkisch.

## Positionen
Fahman Husain (kurdisch; Fehman Hûseyn) alias Bahoz Erdal ist aufgrund seiner Herkunft und seiner Sprachkenntnisse vor allem in arabischsprachigen Medien präsent. Es erschienen Reportagen mit ihm bei Al Jazeera und in den Zeitungen al-Hayat und al-Akhbar. Husain gilt als Hardliner. So drohte er Oktober 2007 im Zusammenhang mit einer möglichen grenzüberschreitenden Aktion der Türkei, dass die Partei-Einrichtungen der CHP und der AKP Ziel von Angriffen der PKK werden könnten. Man sei entschlossen und dazu in der Lage, es allen mit gleicher Münze heimzuzahlen; er sprach von einem „totalen Widerstand“, den man dem Vorgehen der Türkei entgegensetzen werde. In PKK-nahen Medien ruft er die kurdische Jugend offen dazu auf, sich der Guerillabewegung anzuschließen. In Bezug auf seine syrische Heimat erklärte Husain, die syrische Regierung plane, das kurdische Volk zu unterwandern bzw. die Kurden zu vertreiben oder zu vernichten. Das werde zu einem Krieg beider Völker führen. Er gilt als Hauptkonkurrent Murat Karayılans, mit dem er nach Pressedarstellungen einen regelrechten Machtkampf um die Führung der PKK ausfechten soll.

## Todesmeldung
Die türkische Nachrichtenagentur Anadolu berichtete am 9. Juli 2016, dass Husain am Vortag getötet worden sei. Die Agentur Firat (ANF News), dementierte die Nachricht Stunden später und bezeichnete sie als Vorwand, die Moral der türkischen Truppen zu heben. Die Nachrichtenagentur Al Jazeera meldete am 13. Juli 2016, dass Bahoz Erdal am Leben sei und dies persönlich telefonisch im Gespräch mit dem Reporter der Nachrichtenagentur aus der Stadt Erbil bestätigt habe. „Es ist ein Teil des psychologischen Krieges gegen die PKK“, soll Erdal gesagt haben. Am selben Tag war Bahoz Erdal angeblich Gast des kurdischen Radios „Denge Kurdistan“. Die Tonaufnahme der Stellungnahme wurde auf der Website der PKK-nahen Nachrichtenagentur ANF veröffentlicht.